# Maardu, Jõelähtme kommun
Maardu är en by i Estland. Den ligger i Jõelähtme kommun och i landskapet Harjumaa, i den nordvästra delen av landet, 15 km öster om huvudstaden Tallinn. Maardu ligger 44 meter över havet och antalet invånare är 123.
Byn kallas också för Maardu küla för att skilja den från staden Maardu som ligger strax norr om byn på andra sidan sjön Maardu järv.